# Партия революционного действия
Партия революционного действия (исп. Partido Acción Revolucionaria, PAR) — левая политическая партия Гватемалы в 1945—1954 годах, поддерживавшая Гватемальскую революцию.

## История
Партия была основана в ноябре 1945 года путём слияния двух партий: Партии национального возрождения (PRN), большая часть которой вышла 18 месяцев спустя и восстановила свою партию, и Народно-освободительного фронта (FPL). Две эти партии обладали большинством в парламенте, поддерживавшим президента Хуана Хосе Аревало. С 1947 по 1949 год была самой левой из трёх ведущих партий.
Опиралась на организованное рабочее движение. Включала преимущественно представителей интеллигенции, мелкой буржуазии и мелких крестьянских собственников, а большая часть её руководства происходила из студенческой среды, участвовавшей в университетских восстаниях периода Октябрьской революции 1944 года. Лидерами партии были Хосе Мануэль Фортуни, Виктор Мануэль Гутьеррес и Аугусто Карнауд Макдональд. Левое крыло партии, включая генерального секретаря Фортуни, создало марксистскую группу Демократический авангард (Vanguardia Democratica), однако на съезде 1949 года 120 голосами против 382 она потерпела поражение от более консервативных фракций; Фортуни лишился своего поста в партии. 
PAR стала правительственной, однако при этом была разнородной коалицией. На выборах 1950 года партия выдвинула кандидатом на пост президента Хакобо Арбенса Гусмана, который в итоге и стал главой государства. В 1949 году Фортуни с единомышленниками создали коммунистическую партию, вскоре переименованную в Гватемальскую партия труда. 20 мая 1950 года Хосе Мануэль Фортуни и Аугусто Карнауд Макдональд вышли из состава PAR и в 1951 году создали Социалистическую партию Гватемалы. Но уже в 1952 году все партии, поддерживавшие Арбенса, за исключением коммунистической Гватемальской партии труда, объединились в Партию гватемальской революции. Впрочем, PAR в конечном итоге приняла решение сохранить свою независимую структуру.
Партия была запрещена после правого военного переворота 1954 года.